# اسنوفو (استان وارنا)
اسنوفو (به بلغاری: Osenovo) روستایی در بلغارستان است که در شهرستان اکساکاوو واقع شده‌است. اسنوفو ۱۲۰ متر بالاتر از سطح دریا واقع شده‌است.